# U-966
| U-966                                                        | U-966 | U-966 |
| ------------------------------------------------------------ | --- | --- |
|                                                              | | |
|                                                              | | |
| Зображення підводного човна U-570, аналогічного з U-966 типу | | |
| Під прапором                                                 | Третій Рейх | Третій Рейх |
| Спуск на воду                                                | 14 січня 1943 рок                                                                                                  | 14 січня 1943 рок                                                                                                  |
| Виведений зі складу флоту                                    | 4 березня 1943 року                                                                                                | 4 березня 1943 року                                                                                                |
| Сучасний статус                                              | 10 листопада 1943 року затоплений командою неподалік від іспанського мису Ортегаль                                 | 10 листопада 1943 року затоплений командою неподалік від іспанського мису Ортегаль                                 |
| Проєкт                                                       | | |
| Тип ПЧ                                                       | Торпедний ДПЧ | Торпедний ДПЧ |
| Розробник проєкту                                            | Blohm + Voss, Гамбург                                                                                              | Blohm + Voss, Гамбург                                                                                              |
| Вартість                                                     | 4 439 000 ℛℳ | 4 439 000 ℛℳ |
| Основні характеристики                                       | | |
| Швидкість (надводна)                                         | 17,9 вузла | 17,9 вузла |
| Швидкість (підводна)                                         | 8 вузлів | 8 вузлів |
| Робоча глибина занурення                                     | 100 м | 100 м |
| Гранична глибина занурення                                   | 220 м | 220 м |
| Автономність плавання                                        | 135—174 км на швидкості 4 вузли (в підводному положенні) 11 470 км на швидкості 10 вузлів (у надводному положенні) | 135—174 км на швидкості 4 вузли (в підводному положенні) 11 470 км на швидкості 10 вузлів (у надводному положенні) |
| Екіпаж                                                       | 44—60 осіб | 44—60 осіб |
| Розміри                                                      | | |
| Довжина найбільша (по КВЛ)                                   | 67,1 м | 67,1 м |
| Ширина корпусу найб.                                         | 6,2 м | 6,2 м |
| Висота                                                       | 9,6 м | 9,6 м |
| Середня осадка (по КВЛ)                                      | 4,74 м | 4,74 м |
| Водотоннажність надводна                                     | 769 т | 769 т |
| Озброєння                                                    | | |
| Артилерія                                                    | 1 × 88-мм палубна гармата SK C/35                                                                                  | 1 × 88-мм палубна гармата SK C/35                                                                                  |
| Торпедно- мінне озброєння                                    | 4 носових і один кормовий ТА. 14 торпед або 26 мін TMA або 39 мін TMB                                              | 4 носових і один кормовий ТА. 14 торпед або 26 мін TMA або 39 мін TMB                                              |
| ППО                                                          | 2 × 20-мм зенітних гармати FlaK 30 Flakvierling                                                                    | 2 × 20-мм зенітних гармати FlaK 30 Flakvierling                                                                    |

U-966 — німецький підводний човен типу VIIC, що входив до складу Військово-морських сил Третього Рейху за часів Другої світової війни. Закладений 1 травня 1942 року на верфі Blohm + Voss в Гамбурзі. Спущений на воду 14 січня 1943 року, а 4 березня 1943 року корабель увійшов до складу ВМС нацистської Німеччини. Єдиним командиром човна був оберлейтенант-цур-зее Екегард Вольф.
Увійшов до складу 5-ї навчальної флотилії, де проходив навчання до серпня 1943 року. Після завершення тренувань перейшов до 9-ї флотилії ПЧ. Здійснив один бойовий похід, не потопивши жодного судна або корабля.
5 жовтня 1943 року U-966 вийшов з норвезького Тронгейма в перший похід. Діяв у Північній Атлантиці. 10 листопада був атакований глибинними бомбами британського бомбардувальника «Веллінгтон», двох американських бомбардувальників «Ліберейтор» і чехословацького «Ліберейтор». Човен намагався прорватися до нейтрального іспанського берега, але о 13:54 чехи вразили його напівбронебійними некерованими авіаційними ракетами SAP60. Важко пошкоджений U-966 ледве дотягнув до мілководдя, де команда його затопила. 8 членів екіпажу загинули, 42 врятувалися й інтерновані іспанською владою.
У червні 2018 року рештки німецького підводного човна знайшли іспанські дайвери.